# حواصیل رخ‌سفید
حواصیل رخ‌سفید (نام علمی: Egretta novaehollandiae) نام یک گونه از سرده قار است.